# 647 a.C.

## Eventos

Império Neoassírio

- Durante este ano egípcio (que se iniciou no dia 1 de fevereiro e terminou em 26 de janeiro de 646 a.C.), Cineladano torna-se rei da Babilônia, sucedendo a Saosducino.[1][Nota 1]